# مذكراتي في الحركة الوطنية المغربية
مذكراتي في الحركة الوطنية المغربية: ذكريات ومواقف وأحداث، من تأليف الناشط المغربي أبو بكر القادري، يتكون من ستة أجزاء، صدر الجزء الأول سنة 1992، والجزء الأخير سنة 2007.

## المؤلف
أبو بكر القادري (مواليد 15 أبريل 1914 بسلا – الوفاة 2003) هو ناشط وطني مغربي تربوي وشاعر اشتهر بسجله الحافل في الحركة الوطنية ومواقفه المقاومة للاستعمار الفرنسي والإسباني. شغل مديرًا للثانوية الإعدادية “النهضة” بسلا وأسهم في تأسيس اتحاد كتاب المغرب عام 1966 كما أسّس وأدار مجلّة "الإيمان" و جريدة "الرسالة". نال عضوية أكاديمية المملكة نظير إسهاماته الفكرية والثقافية.
كتب القادري مذكراته في ستة أجزاء بين عامي 1992 و2007 لتغطي عقود الحركة الوطنية من 1930 حتى منتصف الخمسينيات. وتهدف هذه المذكرات إلى نقل رؤية المؤرخ التي عاشها مباشرة ما يجعلها مصدرًا وثقيًّا ذي قيمة تاريخية عالية.

## الشخصيات في الكتاب
لا يختزل الكتاب شخصيات بأسلوب سردي تقليدي بل يبرز أبطالاً وتيارات :
- أبو بكر القادري نفسه : الراوي والفاعل يسجّل دوره المباشر والمواقف التي خاضها.
- قادة الحركة الوطنية الأوائل :
  - عبد السلام بنونة : أحد مؤسسي الحركة الصحافية الوطنية يُعدّ الأب الروحي للصحافة المغربية المستقلة.
  - عبد الله كنون : ناجح في الربط بين الفكر والثقافة والإطار الوطني أنشأ أول مدرسة حرة في طنجة.[2]
  - أحمد معنينو : كاتب وناشط سياسي، تولى مبادرات وطنية من قبيل إغلاق الحانات المتعاطفة مع الاستعمار.[3]
- رموز أخرى : مثل المعلمون والطلبة الذين تفاعلوا مع الحراك الوطني وبعض المسؤولين الاستعماريين الذين صوّرهم القادري بصراحة انتقادية.

هذه الشخصيات جعلت الكتاب وثيقة حية تطوّر الحركة الوطنية لا نصًا تأريخيًا جامدًا.

## الأجزاء[5]
صدر الكتاب في ستة أجزاء، في ثمانية كتب بلغت صفحاتها 2370 صفحة .
- الجزء الأول:[6] من 1930 إلى 1940، صدر عام 1992 .
- الجزء الثاني:[7] من 1941 إلى 1945
- الجزء الثالث

القسم الأول: مؤتمر طنجة لوحدة المغرب العربي أبريل 1958
القسم الثاني: عن حزب الاستقلال و حركة الانفصال
- الجزء الرابع:

القسم الأول: مع ثلاث ملوك علويين
القسم الثاني
- الجزء الخامس: تآمر الجنرالين جوان وكيوم على العرش المغربي وصمود محمد الخامس دفاعا عن السيادة المغربية
- الجزء السادس

القسم الأول: رسائل وأحاديث حول النشاط الوطني ابتداء من 1932، صدر الجزء السادس عام 2007

## ملخص الكتاب
يتألف “مذكراتي في الحركة الوطنية المغربية” من ستة أجزاء تغطي الفترة من 1930–1955 بدءًا من هجمة الظهير البربري حتى إعلان الاستقلال :
الجزء الأول (1930–1940) :
يبدأ العامُ المنعطف بـظهير 16 ماي 1930 ويُسلط الضوء على الهويات المتشرذمة وظهور أولى تيارات المقاومة الفكرية.
يسجّل مواقف القادري وهو طالب في سلا وتأسيسه للوعي الوطني من خلال مشاركته في احتجاجات وأسس ثقافية واجتماعية.
الجزء الثاني (1941–1945):
يتناول انعكاسات الحرب العالمية الثانية واستراتيجيات مقاومة النازية والاحتلال الفرنسي إضافة إلى امتدادات أفقية للحركة الوطنية داخل المجتمع المغربي.
الجزء الثالث (ما بعد 1945 – 1955):
يتوسع السرد ليشمل تأسيس حزب الاستقلال ومؤتمر طنجة (1958) والتحريض على استقلال المغرب.
يقوم بتحليل دور الملك محمد الخامس ومقاومته لتدخلات الجنرالات جوان وكيوم في الشأن المغربي.

## الحبكة والسرد
ينتمي نص القادري إلى منهج الواقعية، حيث يُقدّم الأحداث بواقعية وشفافية، معتمدًا على الوثائق والبيانات، في سرد بسيط يشبه "اليوميات"، ويعكس انخراطًا شخصيًا في قلب الوقائع. وتمتاز كتابته بـواقعية زمانية ومكانية، إذ يوثّق أبرز المحطات النضالية من احتجاجات وخطابات ومسيرات، دون أن يغفل التفاصيل الإنسانية مثل روابط الرفاق، وأجواء التلاحم في الوسط الطلابي. ويعتمد تسلسلاً زمنيًا دقيقًا يرصد تحوّل الحركة الوطنية من مرحلة الظهير إلى لحظة المؤتمر، كاشفًا عن تطور تدريجي في العقل السياسي الجماعي. ويقوم النص على ثنائية الذاكرة والشهادة، فيمزج بين البعد الشخصي للتجربة وبين البعد الجماعي للمقاومة، مما يمنحه طابعًا توثيقيًا وشهاداتيًا في آن واحد.

## المغزى

### تأصيل الهوية الوطنية المغربية
يكشف الكتاب كيف تولدت فكرة “الوطن” سياسياً من خلال مواجهات مع إصلاحات الاستبداد في الظهير ثم المقاومة الدبلوماسية والسياسية ضد الاستعمار.

### ذاكرة مقاومة مضيئة
يعمل على تصحيح محركات الذاكرة الرسمية مبرزًا أفكارًا أدبية وثقافية مضادة للكراهية بين مكونات المجتمع بما فيها البربر والعرب والمثقفين والمتدينين.

### الدور الفاعل للصحافة والتعليم
يوضح القادري أثر الكتاب والصحف والمدارس الوطنية (من دبّاغ إلى عبد الله كنون) في إشعال الفعل التحرري.

### كفاح على امتداد السكان
يوثق مقاومة لا قيمتها فقط في المدن وإنما في الريف بمشاركة الفئات الاجتماعية كافة من طلبة ونقّاب وإعلاميين.

### الموقف الأخلاقي للكاتب التاريخي
تتجلّى النزاهة العلمية فالدور لا يصل إلى التبجيل بل إلى النقد مثل رفض القادري تدخل العسكري الفرنسي في الشأن المغربي.

## النقد
من أبرز ملامح النقد على الكتاب:

### مزايا
تقديم مرجعية ديمقراطية وطنية وسردية شخصية تستند إلى وثائق ووقائع حقيقية.
رحابة المنظار عبر عدّة أبعاد اجتماعية ما يجعل الكتاب يتجاوز زمنه ليمس حركات التحرر الأخرى.

### انتقادات
غياب التشكّل السردي للهوية النسائية رغم دورهنّ والتركيز على بطل المقاومة ذكرًا فقط.
احاطة القادري بالذكريات الذاتية في مقدمة كل جزء ما يرهِق القارئ ويؤدي أحيانًا لتكرار تجارب الأطفال والشباب.
ضعف في التفاعل مع البيئة الاستعمارية الإسبانية مقارنة بالفرنسية رغم أن بيانات أجزاء الكتاب الأولى شهدت عمليات مشابهة شمال البلاد.
نجح الكتاب في أن يصبح مفتاحًا لفهم النشأة الوطنية المغربية لكن طُلب منه أن يتجاوز ذاكرته الفردية إلى تحليل أكثر عمقًا للمجتمع المتعدد.

## الأسلوب
احتوت الرواية على أشكال متعددة من التناول الميتاروائي، منها: ظهور المؤلف كشخصية داخل النص الروائي، الناقد الميتاواقعي الذي يتبنى توجهات ما بعد النسوية ويتحدى السلطات والرقابة